# Abajasee
Der Abajasee (amharisch አባያ ሐይቅ, abaya hayq), auch Abayasee oder Grabensee genannt, ist ein See im südlichen äthiopischen Graben.

## Beschreibung
Die Stadt Arba Minch befindet sich in der Nähe des südwestlichen Ufers, sein Südende liegt im Nechisar-Nationalpark und ist hier durch eine Landbrücke, Tosa Sucha („Brücke Gottes“) genannt, vom tiefer gelegenen Chamosee getrennt. Diese wird nahe Arba Minch in 1190 Meter Höhe vom Kulifu durchflossen, dessen Bett hier zugleich den Überlauf und einzigen möglichen Ablauf des Abajasees darstellt. In den letzten fünfzig Jahren jedoch lag der mittlere Wasserspiegel des Sees bei nur geringen Schwankungen rund 15 Meter tiefer. Seine auffallend rötliche Färbung verdankt der See hauptsächlich den eingetragenen Sedimenten. 
Der Größe des Abajasees ist abhängig von seinem Wasserstand. Bei einem in etwa 1180 Meter über dem Meeresspiegel liegenden Spiegel nimmt der See eine Fläche von rund 1150 km² ein, ist etwa 75 Kilometer lang und in Ost-West-Richtung zwischen 30 km und 5 km breit. Der See ist an seiner tiefsten Stelle maximal etwa 24 Meter tief, um 2002 waren es etwa 13 Meter.
In dem Gewässer befinden sich mehrere Inseln, deren größte knapp 10 Kilometer lang ist. Am Nordufer gibt es heiße Quellen. Viele Flüsse aus dem nahen Bergland vulkanischen Ursprungs speisen den See, so der vom Norden her aus den Gurage-Bergen kommende größte Zufluss Bilate, ferner der von Nordosten her zuströmende Gibado und die vom Südosten her kommende Galana. Die Umgebung des Sees ist durch Savanne geprägt und für ihre reiche Tierwelt bekannt.

## Geschichte
Eine italienische Expeditionsgruppe unter Vittorio Bottego gab dem See 1896 nach der damaligen Königin Margarethe von Italien den Namen Lago Margherita, der heute außerhalb Italiens ungebräuchlich ist. Nach dem rötlichen Abayasee wurde wiederum der Methansee Abaya Lacus auf dem  Saturnmond Titan benannt.

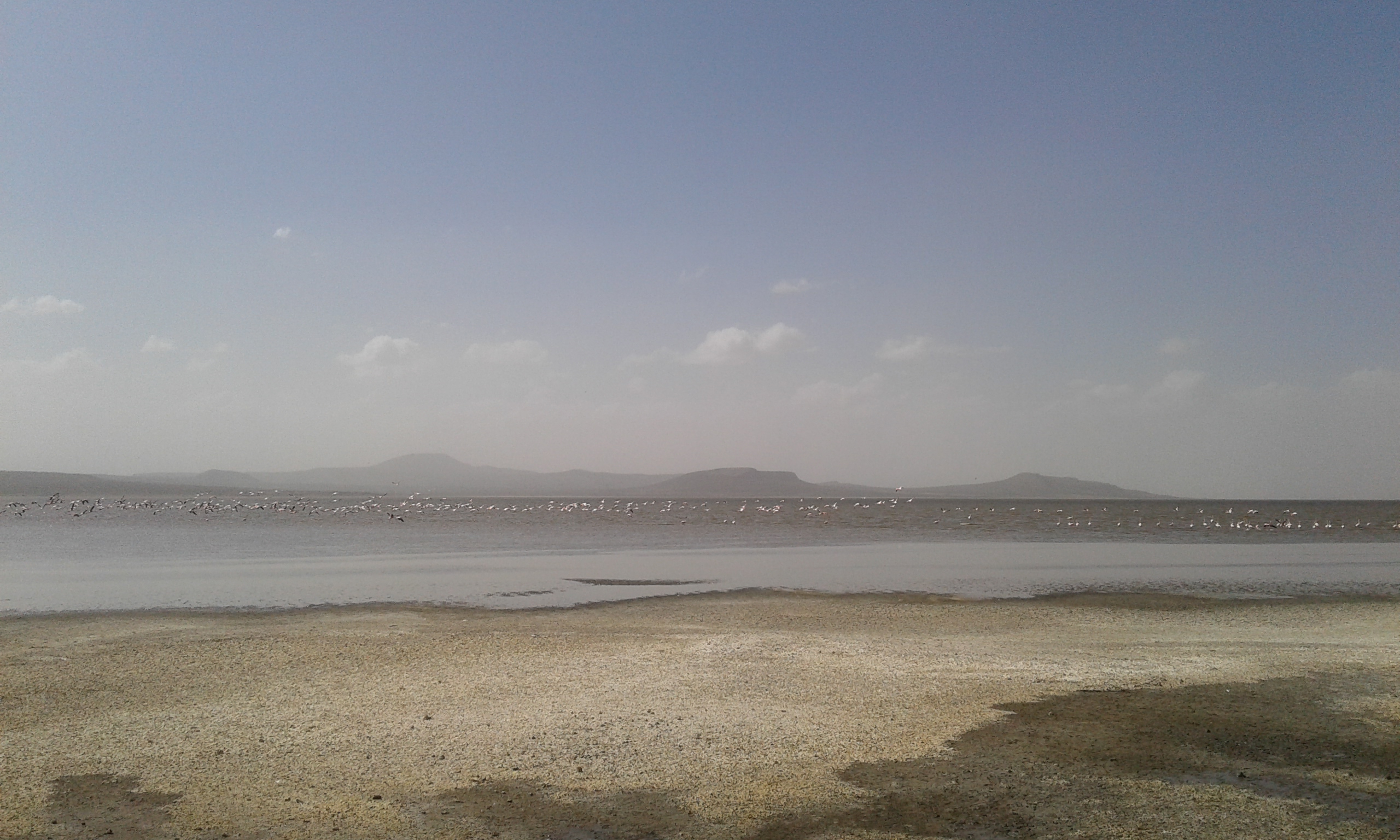
Ufer des Abajasees
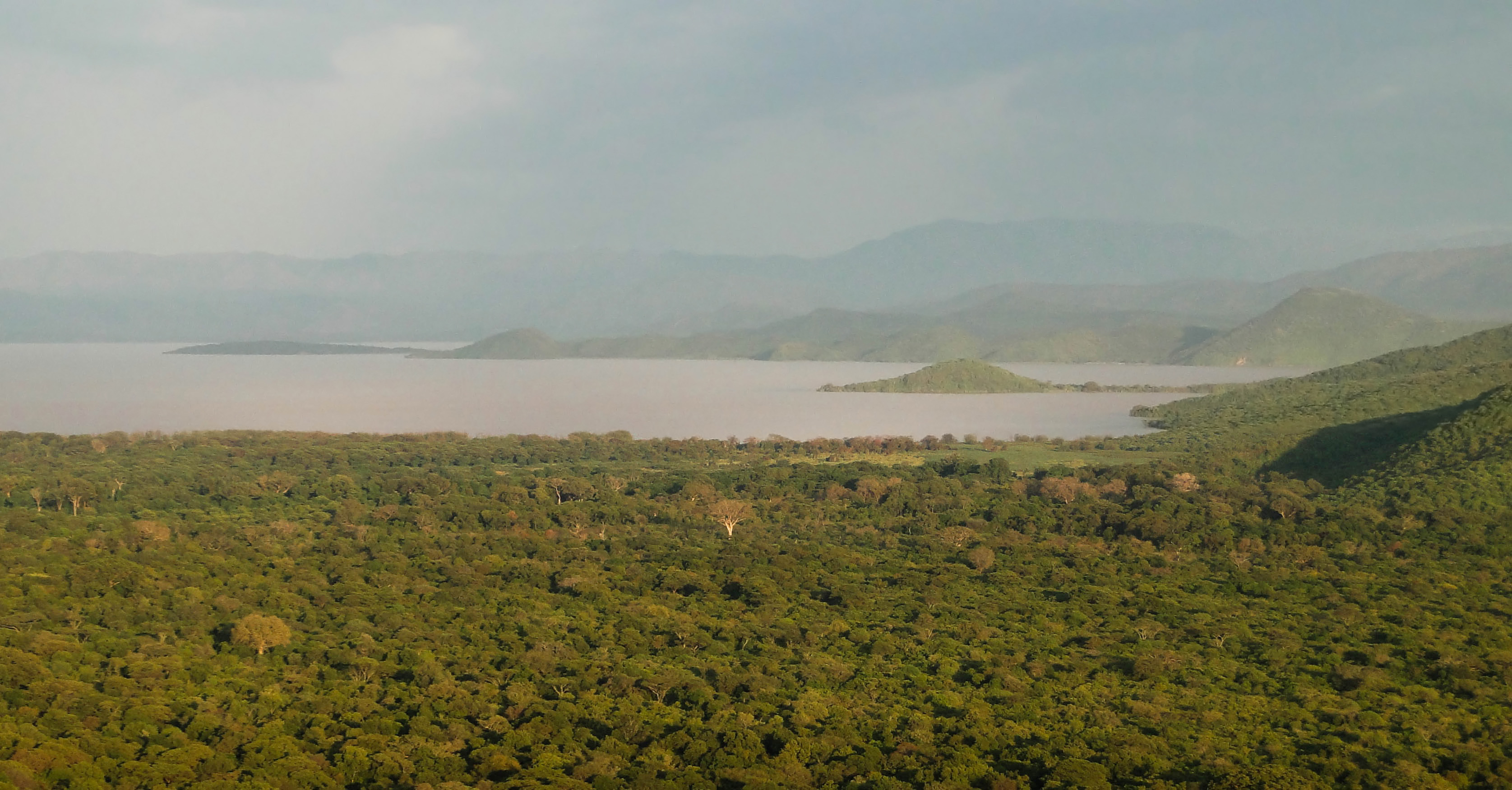
Bei Arba Minch
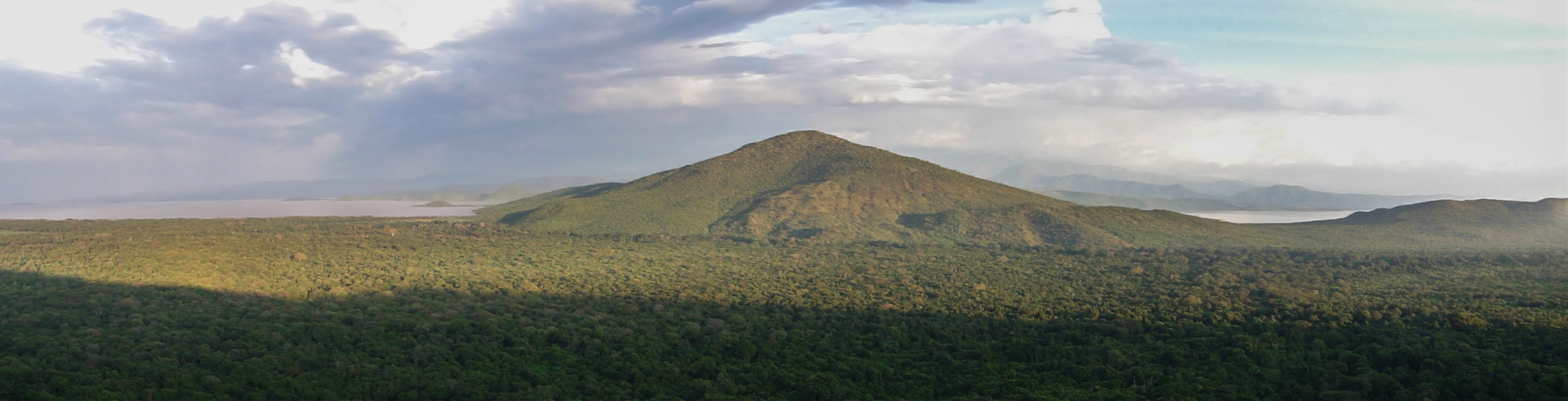
Tosa Sucha
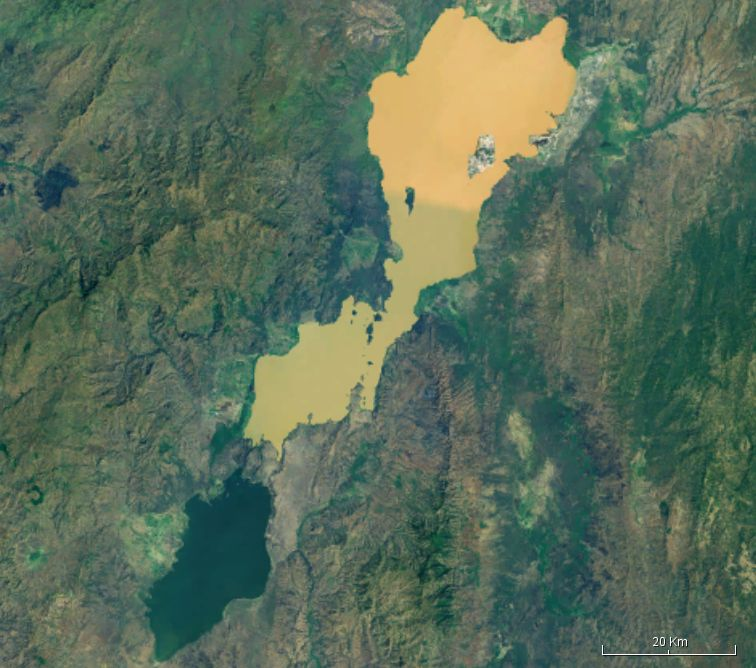
Abajasee und Chamosee